# Gynoplistia yarrumba
Gynoplistia yarrumba là một loài ruồi trong họ Limoniidae. Chúng phân bố ở miền Australasia.